# Clavija costaricana
Clavija costaricana là một loài thực vật có hoa trong họ Anh thảo. Loài này được Pittier mô tả khoa học đầu tiên năm 1918.